# Margherita (Assam)
Margherita is een census town in het district Tinsukia van de Indiase staat Assam. 

## Demografie
Volgens de Indiase volkstelling van 2001 wonen er 23836 mensen in Margherita, waarvan 52% mannelijk en 48% vrouwelijk is. De plaats heeft een alfabetiseringsgraad van 76%. 